# Adams Division
Die Adams Division war eine der Divisions in der nordamerikanischen Eishockey-Profiliga NHL. Die Liga war bis 1993 in zwei Conferences (Campbell Conference und Prince of Wales Conference) unterteilt, die sich wiederum in Divisions gliederten. Eine davon war die Adams Division, die 1974 als Teil der Prince of Wales Conference gegründet wurde.
Mit der Expansion der Liga im Jahr 1993 und der darauffolgenden Neuformation des Ligensystems wurde die Division von der Northeast Division.
Benannt war die Adams Division nach Charles Adams, dem Gründer der Boston Bruins, der Verein, der mit neun Siegen auch die meisten Meistertitel zum Ende der regulären Saison in der Adams Division feiern konnte.

## Teams
| 1974                    | 1975                    | 1976                    | 1977             | 1978             | 1979                  | 1980             | 1981 | 1982               | 1983 | 1984 | 1985 | 1986 | 1987 | 1988 | 1989 | 1990 | 1991 | 1992 | 1993 |
| ----------------------- | ----------------------- | ----------------------- | ---------------- | ---------------- | --------------------- | ---------------- | ---- | ------------------ | ---- | ---- | ---- | ---- | ---- | ---- | ---- | ---- | ---- | ---- | ---- |
| Boston Bruins           |                         |                         |                  |                  |                       |                  |      |                    |      |      |      |      |      |      |      |      |      |      |      |
| Buffalo Sabres          |                         |                         |                  |                  |                       |                  |      |                    |      |      |      |      |      |      |      |      |      |      |      |
| California Golden Seals | California Golden Seals | California Golden Seals | Cleveland Barons | Cleveland Barons | Cleveland Barons      |                  |      |                    |      |      |      |      |      |      |      |      |      |      |      |
|                         |                         |                         |                  |                  | Minnesota North Stars |                  |      |                    |      |      |      |      |      |      |      |      |      |      |      |
|                         |                         |                         |                  |                  |                       |                  |      | Montréal Canadiens |      |      |      |      |      |      |      |      |      |      |      |
|                         |                         |                         |                  |                  |                       |                  |      |                    |      |      |      |      |      |      |      |      |      |      | OS1  |
|                         |                         |                         |                  |                  |                       | Québec Nordiques |      |                    |      |      |      |      |      |      |      |      |      |      |      |
|                         |                         |                         |                  |                  |                       |                  |      | Hartford Whalers   |      |      |      |      |      |      |      |      |      |      |      |
| Toronto Maple Leafs     |                         |                         |                  |                  |                       |                  |      |                    |      |      |      |      |      |      |      |      |      |      |      |

1 Ottawa Senators

## Meister
- 1975 – Buffalo Sabres
- 1976 – Boston Bruins
- 1977 – Boston Bruins
- 1978 – Boston Bruins
- 1979 – Boston Bruins
- 1980 – Buffalo Sabres
- 1981 – Buffalo Sabres
- 1982 – Montréal Canadiens
- 1983 – Boston Bruins
- 1984 – Boston Bruins
- 1985 – Montréal Canadiens
- 1986 – Québec Nordiques
- 1987 – Hartford Whalers
- 1988 – Montréal Canadiens
- 1989 – Montréal Canadiens
- 1990 – Boston Bruins
- 1991 – Boston Bruins
- 1992 – Montréal Canadiens
- 1993 – Boston Bruins